# Načeradec
Načeradec (deutsch Natscheradetz, älter auch Nitscheratz) ist eine Gemeinde im Okres Benešov in Tschechien. Sie gehört zur Region Středočeský kraj und liegt 13 Kilometer südlich von Vlašim und 26 Kilometer südöstlich von Benešov.

## Geographie
Načeradec liegt in der Vlašimská pahorkatina (Wlaschimer Hügelland). Nachbarorte sind Vrčovice im Norden, Pravoním, Dobřikovice und Buková im Nordosten, Jelenov und Staré Práchňany im Osten, Horní Lhota und Slavětín im Südosten, Daměnice im Süden, Hrnčíře und Zlaté Hory im Südwesten, Hrajovice und Býkovice im Westen sowie Lesáky und Křižov im Nordwesten. Dort befindet sich auch der sagenumwobene Wallfahrtsberg Blaník.

## Geschichte

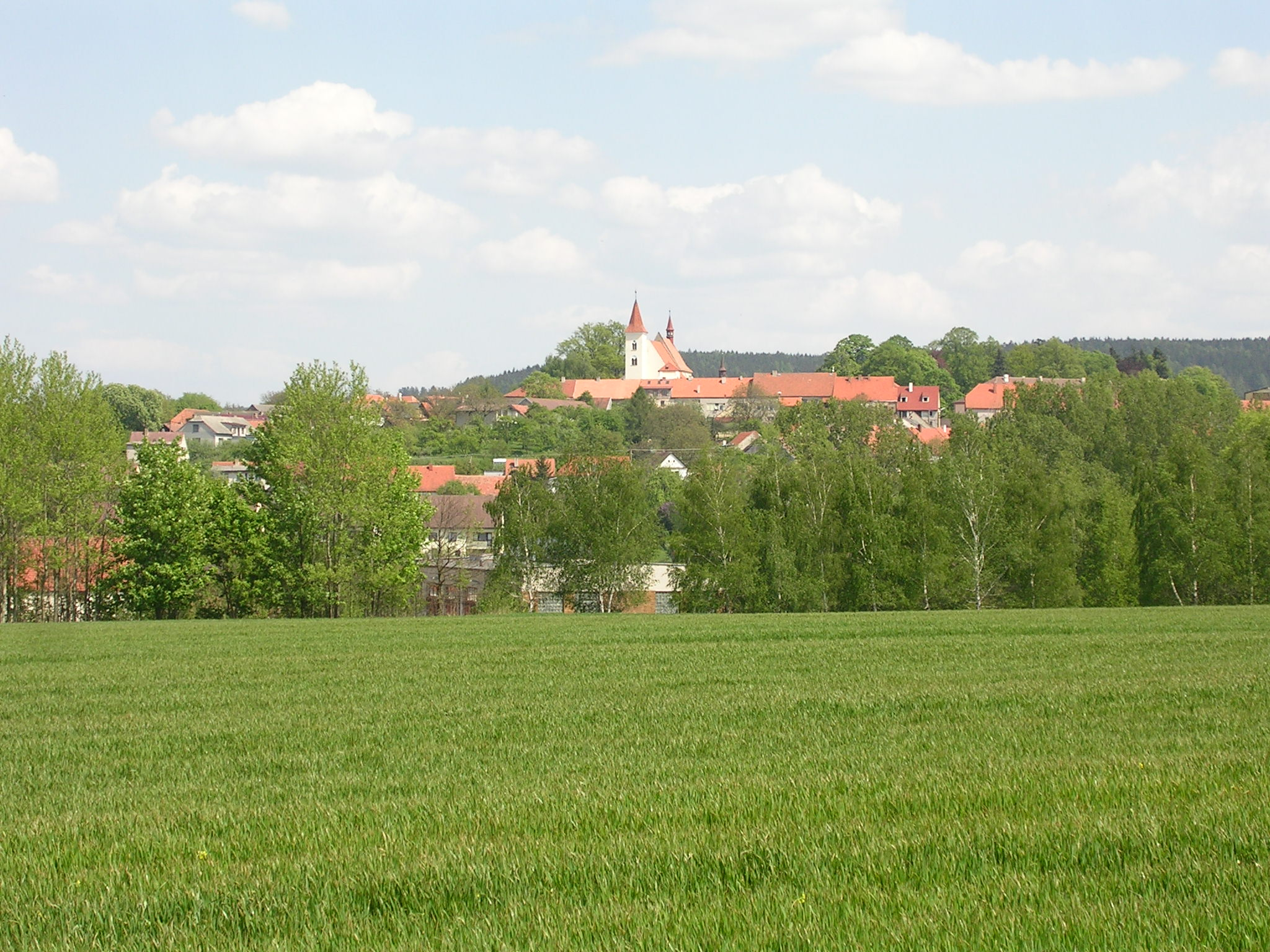
Gesamtansicht von Načeradec

Načeradec wurde erstmals in der Gerlach-Chronik erwähnt, in der verzeichnet ist, dass am 19. Februar 1184 der Leichnam des Seelauer Abts Gottschalk, der vorher in Launiowitz verstorben war, in das Kloster Seelau überführt und über Nacht in der Kirche von Načeradec aufbewahrt wurde. Daraus kann geschlossen werden, dass die Kirche St. Peter und Paul vermutlich um 1150 erbaut wurde. Als erster Grundherr des Dorfes ist für das Jahr 1252 Witiko I. von Krumau nachgewiesen, der den Beinamen „von Načeradec“ (z Načeradce) benutzte. Er ist für die Jahre 1220 bis 1277 belegt, war mit einer Sybila verheiratet, deren Familienname nicht bekannt ist, und entstammte dem witigonischen Familienzweig der Herren von Krumau. Vermutlich nach seinem Tod oder später wurde die Herrschaft Načeradec geteilt und war nachfolgend im Besitz der Herren von Schellenberg (ze Šelmberka), der Herren von Vratek (z Vratka) und der Herren von Wlaschim (z Vlašimi).
Jan von Vlašim verkaufte 1413 die Herrschaften Vlašim und Načeradec dem Ritter Jan von Chotěmice (Jan z Chotěmic). 1437 verlieh König Sigismund Načeradec ein Stadtwappen sowie ein Siegel. 1442 übertrug Ladislaus Postumus einen Teil von Načeradec dem Nikolaus Trčka von Lípa (Mikuláš Trčka z Lípy), der 1450 auch die anderen Anteile an sich brachte und Načeradec seiner Herrschaft Wlaschim inkorporierte. Im 16. Jahrhundert gelangte Načeradec an die Dvořečký von Olbramowitz (Dvořečtí z Olbramovic). Sie residierten auf dem gotischen Kastell, das 1661 beim Stadtbrand vernichtet wurde.
Im Dreißigjährigen Krieg wurde Načeradec 1622 vom kaiserlichen Heer belagert. Nach der Schlacht bei Jankau wurde die Stadt 1645 von den Schweden verwüstet. 1677 war Načeradec im Besitz der Herren von Gerard (páni z Gerardu) und gelangte 1726 an die Deym von Střítež (Deymové ze Stříteže), von denen es Franz Joseph von Starhemberg (František Josef Starhemberk) erwarb. Er errichtete 1734 ein Barockschloss in Načeradec. Um diese Zeit bestand bereits ein Stadtrat sowie ein Bürgermeister.
Nach der Aufhebung der Patrimonialherrschaft wurde Načeradec 1849 eine selbständige Gemeinde im Bezirk Wlaschim, ab 1868 im Bezirk Beneschau. 1884 erwarb Josef Lerch die Herrschaft Načeradec. Er veranlasste die Anlage des Schlossparks und 1903 die Errichtung eines Telefonanschlusses. Im Jahre 1930 bestand Načeradec aus 1.191 Einwohnern, die in 214 Häusern lebten. Von wirtschaftlicher Bedeutung waren neben der Landwirtschaft je eine Mühle, Ziegelei und Brauerei. Bereits vor 1618 bestand eine jüdische Gemeinde. Aus wirtschaftlichen Gründen verließen die letzten Juden Načeradec im Jahre 1919.
Nach der politischen Wende von 1989 wurde ein neues Schulhaus errichtet, ein Teich angelegt und die Sportplätze umfassend renoviert. Die Kreuzwegkapellen aus dem 18. Jahrhundert wurde rekonstruiert und 2006 erfolgte die Herausgabe eines Buches über Načeradec.

## Ortsgliederung
Die Gemeinde Načeradec besteht aus den Ortsteilen
- Daměnice (Damienitz, älter Damgienitz, Damenitz[3])
- Dolní Lhota (Unter Lhota)
- Horní Lhota (Ober Lhota)
- Načeradec (Načeradetz/Natscheradetz)
- Novotinky (Statenbrunn, ursprünglich Sattenbrunn[3])
- Olešná (Woleschna, auch Olessna[3])
- Pravětice (Prawietitz[3])
- Řísnice (Risnitz, älter Ressenitz, Ressnitz[3])
- Slavětín (Slawietin)
- Vračkovice (Serownitz, älter Wratiskowitz[3])
- Zdiměřice (Sdimierschitz)

## Sehenswürdigkeiten

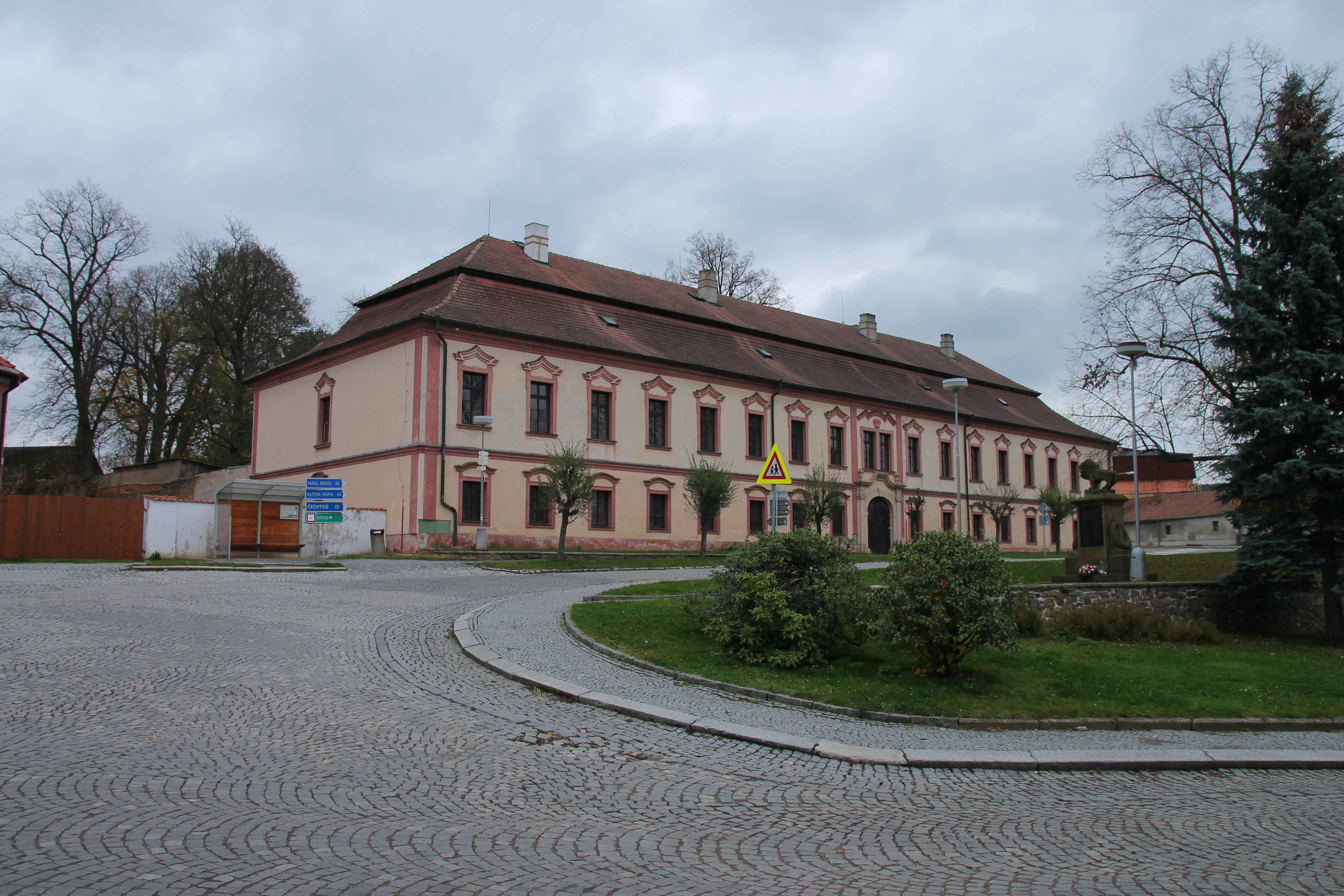
Schloss Načeradec

- Die Kirche St. Peter und Paul wurde um 1150 im romanischen Stil erbaut und im 13./14. Jahrhundert im Stil der Gotik umgebaut und erweitert. 1734 erfolgte eine teilweise Barockisierung.
- Das Schloss Načeradec wurde 1734 von Graf Josef Starhemberg errichtet.
- Das Rathaus von 1534 wurde im 18. Jahrhundert barockisiert.
- Die 13 Kapellen des Kreuzwegs wurden 1738 von Graf Josef Starhemberg errichtet und in den 1990er Jahren rekonstruiert.
- Statue des hl. Johannes von Nepomuk
- Die ältesten Grabsteine auf dem jüdischen Friedhof stammen von 1687.
- Die ehemaligen Synagoge wurde im 19. Jahrhundert errichtet.